# Істра (муніципальне утворення)
Міське поселення Істра об'єднує місто Істра Московської області та навколишні села.

## Розташування

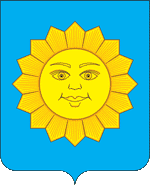
Герб Істри

Міське поселення Істра розташовано на річці Істра – притоці Москви.

## Склад
До складу міського поселення окрім власне міста Істра входять окрім самого міста села Вельяміново та Трусово.

## Герб і прапор

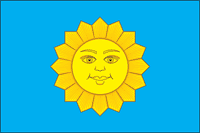
Прапор Істри

Міський округ Істра має власну символіку – герб та прапор.

## Населення і територія
У межах міського поселення Істра розташовані такі населені пункти: місто Істра, села Вельяміново та Трусово. Площа міського поселення Істра складає 2065 га. Станом на 2010 рік населення міста Істра складає 30600 чоловік, села Вельяміново – 1128, села Трусово – 104.

## Органи управління міського округу Істра
З 2007 року головою міського поселення є Юрій Савельєв. Окрім того терміном на 5 років у місті обирається Рада депутатів яка складається з 20 депутатів.